# Democle
Democle (in greco antico: Δηοκλῆς?, Democlês; Atene, IV secolo a.C. – Atene, dopo il 316 a.C.) è stato un politico e retore ateniese, oppositore di Democare.

## Biografia
Democle era un discepolo di Teofrasto ed è conosciuto soprattutto per aver difeso i figli di Licurgo dalle calunnie dei Merocle e Menesecmo.
Sembra che all'epoca di Dionigi di Alicarnasso alcune orazioni di Democle esistessero ancora, dal momento che la critica gli attribuisce un discorso, che era considerato di Dinarco.
Si deve osservare che Dionigi e la Suda chiamano questo oratore con la forma patronimica del suo nome, Democleide, quindi lui potrebbe essere il Democleide eletto arconte nel 316 a.C.
Scrisse un trattato sui macchinari.